# Зелена брама (парк)

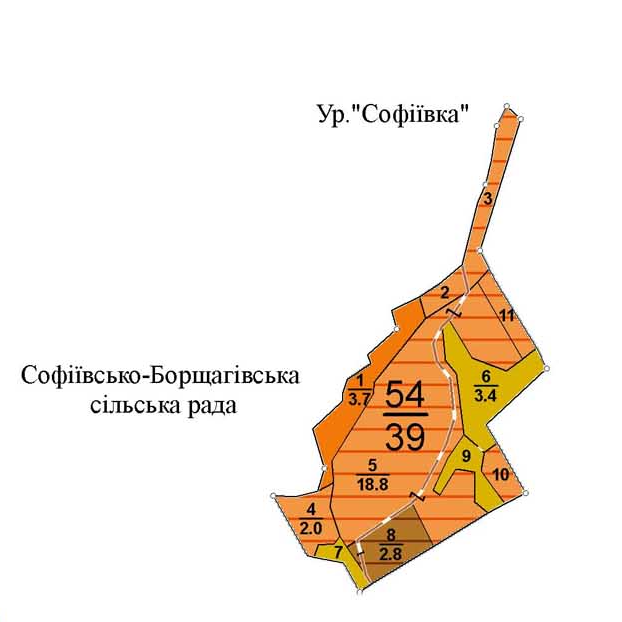

Зеле́на Бра́ма — парк-пам'ятка садово-паркового мистецтва місцевого значення в Україні. Розташована на території Борщагівської сільської громади Бучанського району Київської області, в селі Софіївська Борщагівка (лісове урочище «Софіївка»).
Площа — 30 га, статус отриманий у 2020 році. Перебуває у віданні ДП «Київське лісове господарство» (Приміське лісництво, квартал 54, виділи 1, 2, 4, 5, 7, 9, 10, 11).
Статус присвоєно для збереження лісового масиву, в деревостані якого переважають насадження сосни; є також ділянки з дубовими насадженнями. Цей лісовий масив — єдина зелена зона на території села Софіївська Борщагівка.